# 15448 Siegwarth
15448 Siegwarth (1998 XT21) là một tiểu hành tinh vành đai chính được phát hiện ngày 10 tháng 12 năm 1998 bởi Spacewatch ở Kitt Peak.